# Stabat Mater (Poulenc)
Stabat Mater es una composición musical de Francis Poulenc de 1950 de la secuencia del Stabat Mater.

## Composición
Poulenc compuso la obra en respuesta a la muerte de su amigo, el pintor y escenógrafo Christian Bérard. Aunque tenía, en principio, la intención de escribir un Réquiem para él, le pareció demasiado pomposo y consideró más apropiado, como especie de oración de intercesión, elegir el conmovedor texto medieval del Stabat Mater para confiar el alma de su amigo a la Virgen negra de Rocamadour.
La obra fue compuesta en sólo dos meses, que Poulenc atribuyó a una inspiración divina y fue su primer trabajo coral con orquesta. Diseñada para soprano solista, coro mixto y orquesta, fue estrenada el 13 de junio de 1951 en el Festival de Estrasburgo con la Orquesta Municipal de Estrasburgo y el Coro de Saint-Guillaume bajo la dirección de Fritz Munch. El Stabat Mater fue bien recibido en toda Europa y ganó el Premio del Círculo de Críticos de Nueva York como la mejor obra coral del año.

## Análisis musical

### Instrumentación
Esta obra está escrita para flautín, 2 flautas, 2 oboes, corno inglés, 2 clarinetes en si bemol, clarinete bajo, 3 fagotes, 4 trompas, 3 trompetas en do, 3 trombones, tuba, timbales, 2 arpas, instrumentos de cuerda, soprano solista, coro SATB (divisi).

### Estructura
El Stabat Mater está dividido en 12 movimientos, que varían drásticamente en su carácter, de sombrío a luminoso y frívolo, incluso en los textos más graves. Todos los movimientos son relativamente breves; la grabación de Telarc de Robert Shaw dura algo menos de 30 minutos, y el movimiento más largo apenas supera los cuatro minutos.
1. Stabat mater dolorosa (Très calme) Coro
2. Cujus animam gementem (Allegro molto--Très violent) Coro
3. O quam tristis (Très lent) Coro a cappella
4. Quae moerebat (Andantino) Coro
5. Quis est homo (Allegro molto--Prestissimo) Coro
6. Vidit suum (Andante) Soprano (o Mezzosoprano), Coro
7. Eja mater (Allegro) Coro
8. Fac ut ardeat (Maestoso) Coro a cappella
9. Sancta mater (Moderato--Allegretto) Coro
10. Fac ut portem (To. de Sarabanda) Soprano, Coro
11. Inflammatus et accensus (Animé et très rythmé) Coro
12. Quando corpus (Très calme) Soprano, Coro

## Texto y análisis de las estrofas

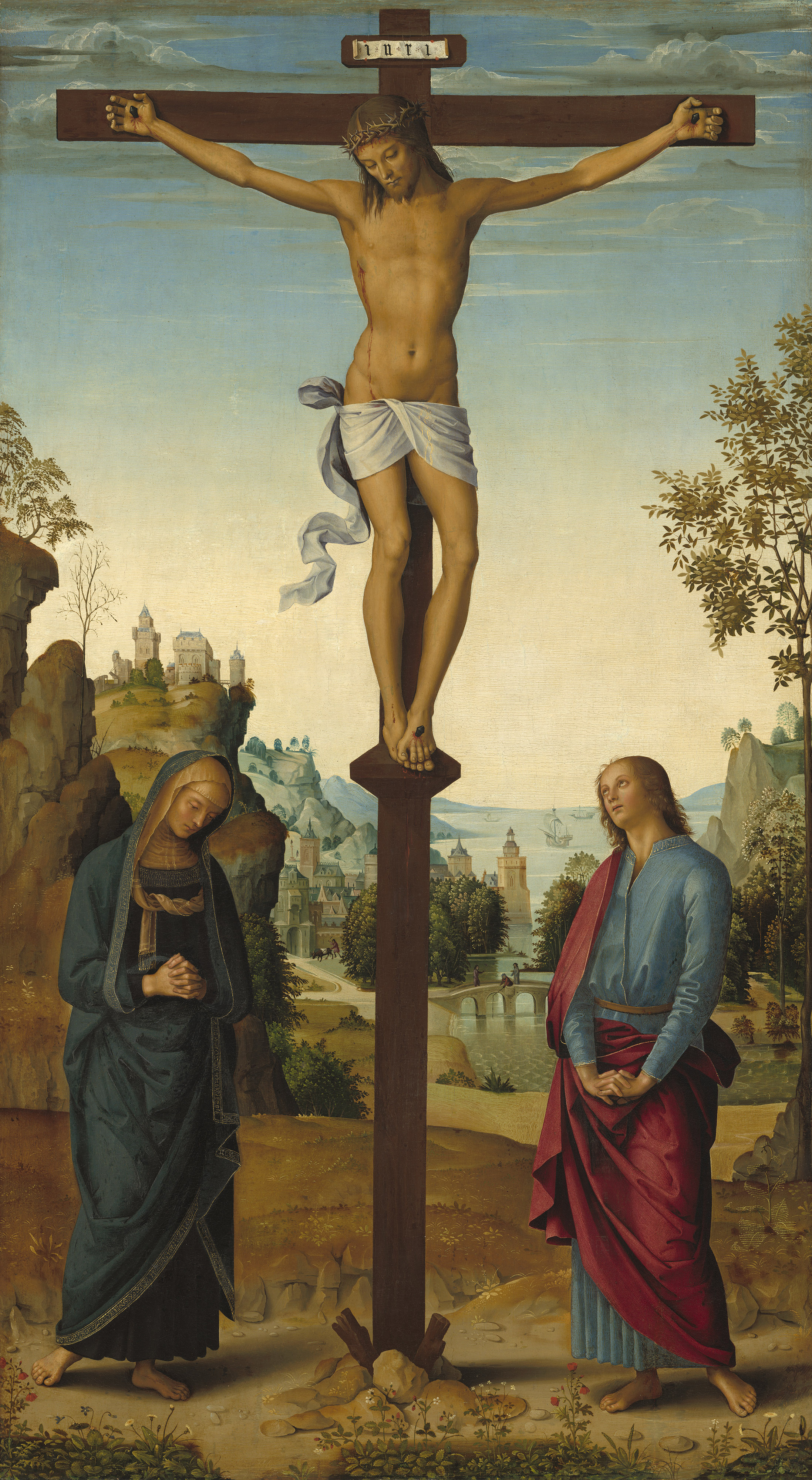
María en la Cruz de Pietro Perugino, 1482. (Galería Nacional de Arte, Washington).

El Stabat Mater es un canto litúrgico en latín de la Iglesia católica, propio de la fiesta de Nuestra Señora de los Dolores del 15 de septiembre. Describe el dolor de la Virgen al pie de la cruz donde muere Jesús.
Se compone de diez estrofas, que a su vez se dividen en dos estrofas parciales de tres versos cada una. Esto indica que el Stabat Mater se cantaba como una secuencia de dos medios coros, con el primer medio coro cantando la primera estrofa parcial con una melodía y luego el segundo medio coro respondiendo con la segunda estrofa parcial con la misma melodía. La secuencia rítmica final de todas las estrofas está dispuesta en un esquema rítmico [aabccb].